# NGC 6303
NGC 6303 is een elliptisch sterrenstelsel in het sterrenbeeld Draak. Het hemelobject werd op 14 oktober 1884 ontdekt door de Amerikaanse astronoom Lewis A. Swift.

## Synoniemen
- UGC 10711
- MCG 12-16-17
- ZWG 321.13
- PGC 59573